# Тиле
Тиле или Тюле (стргр. Τύλις) е древен град в Тракия. Според някои по-стари автори (като Константин Иречек) градът се е намирал на мястото на днешното село Тулово, а други автори го локализират в близост до село Комунари, където са правени несистемни разкопки, доказали съществуването на голям келтски център. Повечето съвременни историци смятат, че царството, респективно столицата на келтите, се е намирала на територията на днешна Източна или Югоизточна България. Съгласно Полибий Тиле е основан от келти, които нахлули в Тракия през 278 г. пр.н.е., като станал столица на тяхното царство. Това царство траяло до 218 г., когато било унищожено от траките. Последен негов цар бил Кавар. Открити са сребърни и бронзови монети с неговия лик.
По въпроса за локализацията на тракийския град Тиле през 2010 година в гр. София е проведена международна научна конференция, като материалите в нея са издадени в сборник. По тази тема в следващите години излизат и допълнителни изследвания.